# كليات الشرق العربي

كليات الشرق العربي.

كليات الشرق العربي هي كلية أهلية للدراسات العليا في السعودية، تأسست عام 1428هـ - 2008م. وتقدم درجة الماجستير لـ(12) برنامجاً في مجالات إدارة الأعمال والمحاسبة والقانون والحاسب الآلي والتربية.

## رؤية الكليات ورسالتها
ترى الكليات اثراء البحث العلمي من خلال تقديم الدراسات العليا في الكليات، وذلك لإعداد خريج دراسات عليا متميّز علمياً وبحثياً يساهم بفاعلية في مجاله.

## الموقع
يقع مبنى كليات الشرق العربي في حي القيروان شمال مدينة الرياض على أرض مساحتها 37 ألف متر مربع.

## المبنى والمرافق
يتكون المبنى من ثلاثة طوابق، ويحتوي على ستين قاعة دراسية مختلفة الأحجام والتجهيزات لتخدم البرامج الدراسية المتنوعة التي تقدمها الكليات.

### المكتبة
مكتبة الكليات هي من مرافق الكلية التي تشغل نصف الطابق الأول من المبنى، وتحتوي المكتبة على أكثر من 2000 عنوان في مجالات العلوم المختلفة ويوجد بها قسم خاص لرسائل وبحوث طلاب الكليات. مكتبة الكليات تقدم خدماتها عبر نظام آلي مرتبط بالموقع الإلكتروني للكليات لطلاب الكليات ومنسوبيها وطلاب الجامعات والكليات الأخرى ولمختلف أفراد المجتمع.

### المسارح
يتوسط المبنى مسرح رئيسي يتسع لأكثر من 450 حاضراً، تم تجهيز المسرح لاستضافة فعاليات تعليمية وثقافية مختلفة. يرتبط هذا المسرح الرئيسي بمسرح آخر في قسم الطالبات يتسع لـ250 حاضراً بحيث يمكن نقل الفعاليات بينهما لتصل السعة المشتركة لهما إلى لأكثر من 700 حاضراً.

## الأقسام العلمية
- إدارة الأعمال
- المحاسبة
- القانون
- الحاسب الآلي
- التربية

## الكليات
تحتوي كليات الشرق العربي على ثــــلاث كليات
كلية الشرق العربي للدراسات العليا
كلية الشرق العربي للحقوق
كلية الدراسات التطبيقية

## المنح الدراسية
تقدم الكليات منح دراسية ممن يرغبون في الالتحاق بأحد برامجها ويمكنهم ويستطيع المتقدم أن يقدم سجله العلمي وخبرتهم العملية اللذان يدلان على أن لديهم ما يمكن أن يضيفوه للعملية الأكاديمية خلال التحاقهم بالكليات وللمجتمع بعد تخرجهم من الكليات.